# Paul Watts
Paul Watts (* 20. Jahrhundert) ist ein britischer Filmeditor. Bekanntheit erlangte er vor allem durch seine langjährige Zusammenarbeit mit dem Filmemacher Jonathan Glazer.

## Karriere
Paul Watts begann seine Karriere als Editor in den frühen 1990er-Jahren in der Werbebranche. Er schnitt unter anderem Werbespots für Adidas, Apple, Alexander McQueen, Facebook, Hennessy, die britische National Lottery, Nike oder Volkswagen. Seine Arbeit wurde vielfach preisgekrönt, unter anderem mit dem British Television Advertising Arrow, D&AD Pencil, Creative Circle, Cannes Lion und Clio Award. Im Jahr 2005 arbeitete Watts erstmals mit Jonathan Glazer an einem Werbespot in Schwarz-Weiß-Bildern mit schlittschuhlaufenden Priestern für die Biermarke Stella Artois.
Parallel zu seiner Arbeit in der Werbung und Kino schnitt Watts auch Musikvideos. Unter anderem war er gemeinsam mit Glazer für die Videos der Songs Treat Me Like Your Mother (2009) der US-Band The Dead Weather und Live with Me (2011) der britischen Band Massive Attack verantwortlich.
Mit Glazer arbeitete Watts 2013 an Under the Skin, seiner ersten Spielfilmarbeit als Filmeditor. Der Science-Fiction-Thriller mit Scarlett Johansson in der Hauptrolle gewann zahlreiche Filmpreise und wurde 2016 in einer Umfrage der BBC zu den 100 bedeutendsten Filmen des 21. Jahrhunderts gezählt. Es folgten mit den Kurzfilmen The Fall (2019), Strasbourg 1518 und First Light (beide 2020) weitere gemeinsame Filmprojekte. Der bisherige Höhepunkt in seiner Karriere stellte die Zusammenarbeit mit Glazer an der Literaturverfilmung The Zone of Interest (2023) dar. Für diese Leistung wurde er unter anderem für den BAFTA Award nominiert.

## Filmografie (Auswahl)
- 2011: The Boy with Chocolate Fingers (Kurzfilm) – Regie: Chris Palmer
- 2013: Under the Skin – Regie: Jonathan Glazer
- 2014: Keeping Rosy – Regie: Steve Reeves
- 2015: The Marriage of Reason & Squalor – Regie: Jake Chapman
- 2019: The Fall (Kurzfilm) – Regie: Jonathan Glazer
- 2020: Strasbourg 1518 (Kurzfilm) – Regie: Jonathan Glazer
- 2020: Hate It When You Leave (Kurzfilm) – Regie: Jacques Naude
- 2020: First Light (Kurzfilm) – Regie: Jonathan Glazer
- 2021: Facebook: Skate Nation Ghana (Kurzfilm) – Regie: Bafic, Justyna Obasi, Elliott Power
- 2023: The Zone of Interest – Regie: Jonathan Glazer

## Auszeichnungen (Auswahl)
- 2022: British Arrow für Facebook: Skate Nation Ghana (Bronze Arrow)
- 2023: San Francisco Bay Area Film Critics Circle Award für The Zone of Interest (Bester Schnitt)
- 2024: Nominierung – British Academy Film Award für The Zone of Interest (Bester Schnitt)